# Elversele
Elversele is een dorp in de Belgische provincie Oost-Vlaanderen en een deelgemeente van Temse, het was een zelfstandige gemeente tot aan de gemeentelijke herindeling van 1977.

## Geschiedenis
De oudste archeologische vondsten dateren uit de Gallo-Romeinse periode. De oudste naamsvermelding dateert uit 1123.
Elversele was verenigd met Waasmunster onder dezelfde vierschaar.
Bij de fusie van Belgische gemeenten eind 1976 werd het dorp, evenals Tielrode en Steendorp, een deelgemeente van Temse.

## Geografie
De Temsese deelgemeente heeft een oppervlakte van ca. 501 hectare en wordt begrensd door Sint-Niklaas in het noorden, Tielrode in het oosten, de rivier de Durme in het zuiden en ten slotte Waasmunster in het westen.

## Demografische ontwikkeling
- Bronnen:NIS, Opm:1831 tot en met 1970=volkstellingen; 1976 = inwoneraantal op 31 december

## Bezienswaardigheden

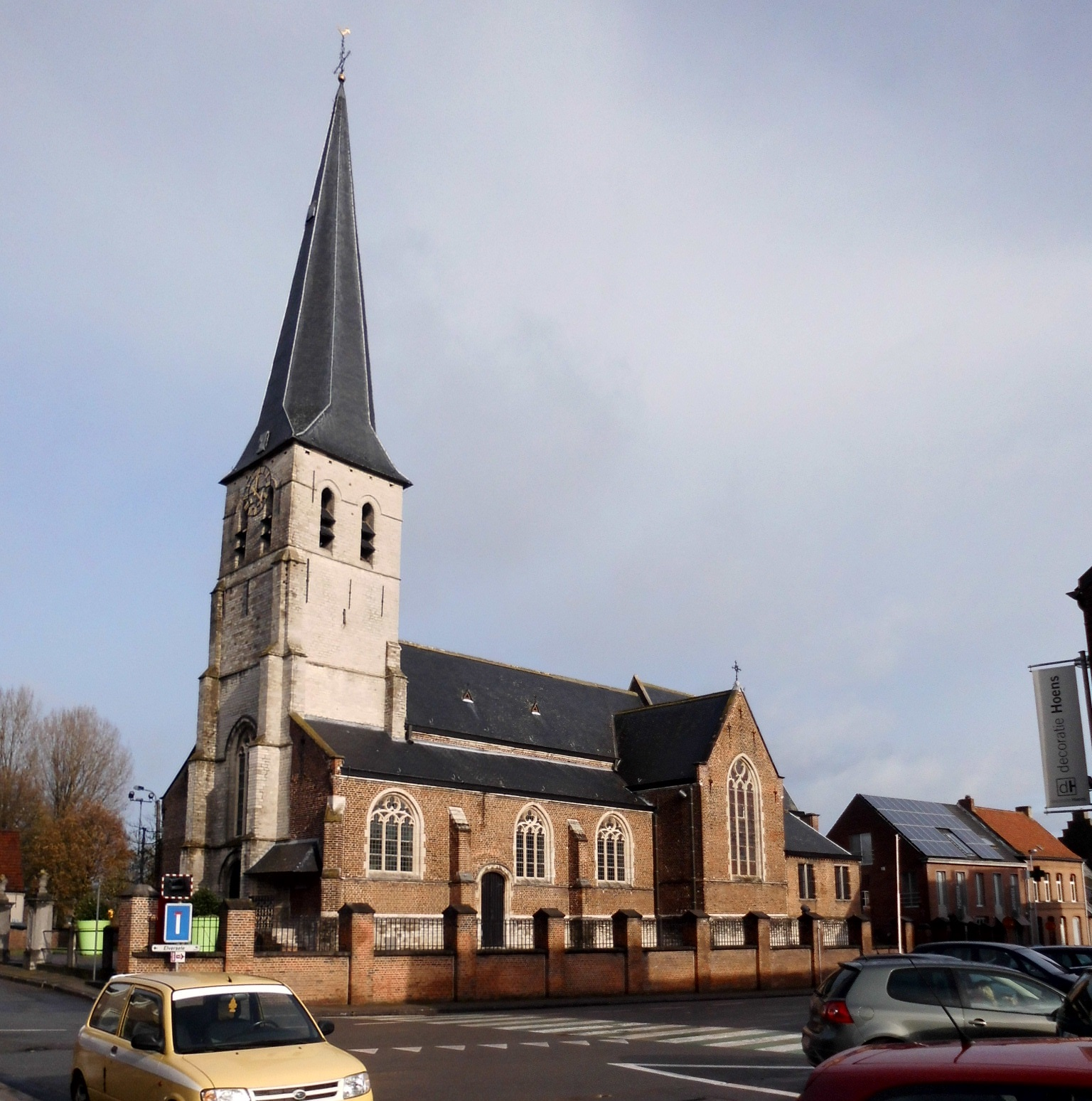
De Sint-Margarethakerk gezien vanuit de Dorpstraat

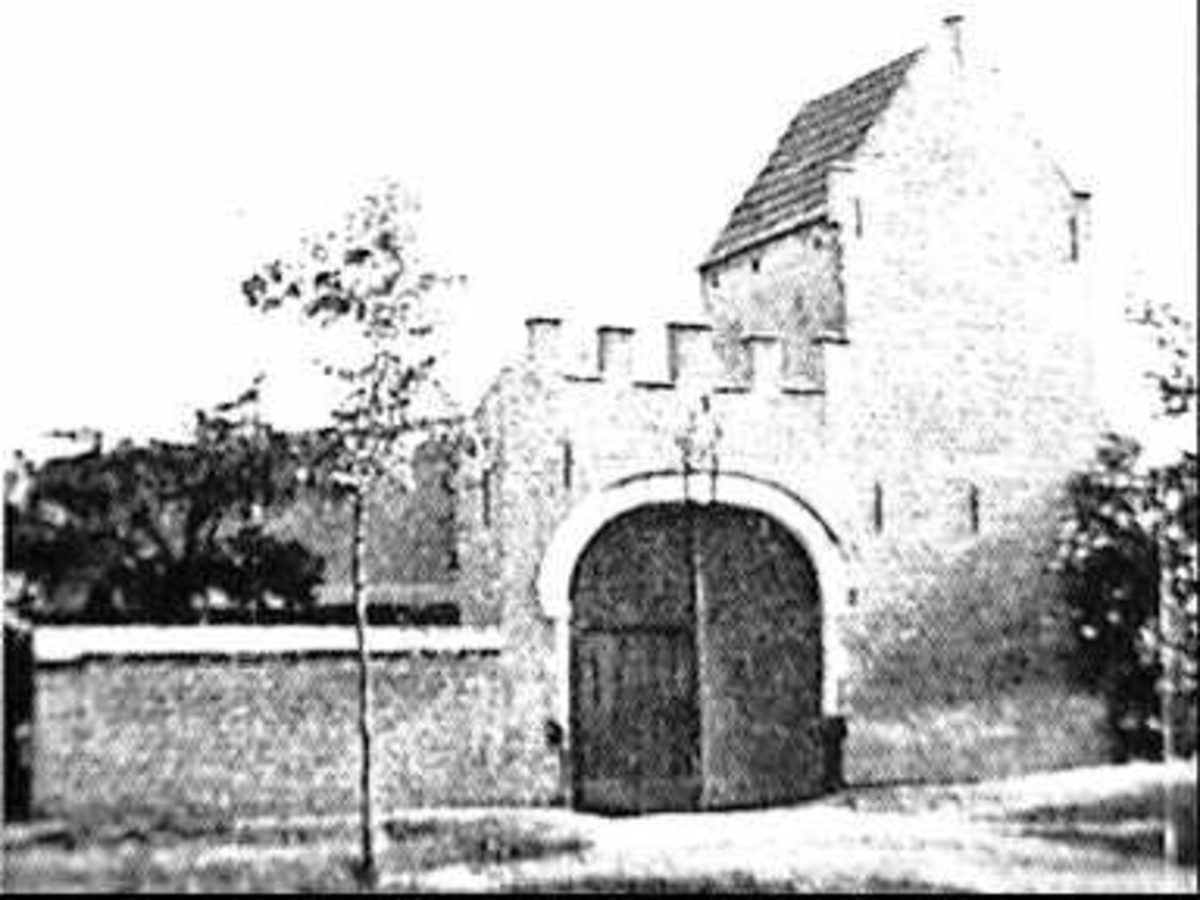
Het Hof ter Elst

- De historiek van de Sint-Margarethakerk gaat terug tot de 15e eeuw. De kerk is gewijd aan de heilige Margaretha en had erg te lijden onder de beeldenstorm (1578).[3]
- De neogotische kapel Onze-Lieve-Vrouw Zeven Weeën in de Pontweg met in het omliggend parkje zeven statiekapelletjes.[4]
- De Heilige Margarethakapel uit de 19e eeuw in de Dorpstraat.[5]
- Het herenhuis in neotraditionele stijl in de Dorpstraat 67.[6]
- De oude hoeve Hof ter Elst met een kern uit de 17e eeuw.[7]

## Natuur en landschap
Elversele ligt aan de Durme op een hoogte van minimaal 2 meter. Direct ten noorden van de kom ligt de Cuesta van het Waasland en loopt de hoogte op tot 31 meter.

## Cultuur

### Folklore
De gemeente heeft twee reuzen, met name Wan-Trien en Rosse Jo. De figuur van Wan-Trien is gebaseerd op Johanna-Catharina Bocklandt, uitbaatster van het Huis van Commercie en gaat terug naar de revolutionaire periode na de onafhankelijkheid van België. In de dorpsverhalen was ze een heks. Rosse Jo is de reus van de plaatselijke jeugdbeweging Chiro Pripo.

### Evenementen
Jaarlijks vindt er een carnavalstoet plaats in het dorp.
Ieder jaar vindt ook het festival Paletrock plaats, georganiseerd door de plaatselijke jeugdbeweging Chiro Pripo. Paletrock vindt elk jaar het tweede weekend van juli plaats en wordt weleens "het gezelligste festival van het Waasland genoemd".

## Economie
In het dorp, op de grens met Tielrode, was brouwerij De Brabander gevestigd.

## Verkeer en vervoer
Elversele ligt aan een drukke verkeersader, de N41 die Dendermonde via Hamme met Sint-Niklaas verbindt.
Een niet ophaalbare, vaste betonnen brug over de Durme verbindt Hamme met Elversele.
Vanaf 1904 tot 1952 reed hier ook tramlijn H van Hamme naar Antwerpen-Linkeroever.

## Politiek
Elversele had een eigen gemeentebestuur en burgemeester tot de fusie met Temse in 1976.

### Burgemeesters
| Tijdspanne | Tijdspanne  | Burgemeester                    |
| ---------- | ----------- | ------------------------------- |
|            | 1809 - 1830 | Pierre van Remoortere de Naeyer |
|            | ...         |                                 |
|            | 1965 - 1976 | Emiel Naudts (CVP)              |

## Onderwijs
Het dorp beschikt over een school voor kleuter- en lager onderwijs, de Vrije Basisschool. Ze behoort tot de scholengroep Katholieke Scholen Temse-Scheldekant.

## Bekende (oud-)inwoners
Bekende personen die geboren of woonachtig zijn of waren in Elversele of een andere significante band met het dorp hebben:
- Pierre van Remoortere de Naeyer (1779-1866), politicus en industrieel
- Louis Baeck (1928-2014), econoom
- Bart Plouvier (1951-2021), schrijver

## Trivia
- De lpg-gastanker Elversele, uit de vloot van Exmar, werd naar het dorp vernoemd.
- De bijnaam van de inwoners is rostekoppen.[14]

## Nabijgelegen kernen
Sombeke, Hamme, Tielrode, Sint-Niklaas
Deelgemeenten: Elversele · Steendorp · Temse · Tielrode

Wijken en gehuchten: Cauwerburg · Hollebeek · Velle

Belgische gemeenten · Arrondissement Sint-Niklaas · Oost-Vlaanderen · Vlaanderen